# Бортой
Борто́й (бур. Борто) — улус в Закаменском районе Бурятии, административный центр сельского поселения «Бортойское».

## География

### Географическое положение
Бортой расположен в горно-таёжной местности, к северу от автотрассы Закаменск — Улан-Удэ. Удалённость от районного центра, города Закаменска, составляет 62 км. Расстояние до города Улан-Удэ по автодороге — 422 км.
Возле улуса протекает река Нууд. Бортой вместе с Баянголом, Мылой и Цаган-Морином входит в «северный куст» Закаменского района.

### Климат
Климат резко континентальный, в основном преобладают мерзлотные почвы, которые оттаивают к августу на 120—150 см, а в отдельных местах — до 5—20 см, среднегодовая температура — −5.
Зимние месяцы очень холодные, малоснежные. Весна ветреная с малым количеством осадков. Лето короткое, с обильными осадками в июле и августе, вечера прохладные.

## Название
По первой версии, в этих местах один богатый человек со своим стадом попал под сильный дождь, «бороон»—в переводе с бурятского означает «дождь».
Однако некоторые утверждают, что от слова борото — «глинистый».
Третья версия — по имени жены Чингисхана, Бортэ.
По четвёртой версии — по имени сына Мунхэ — Бортоон. Сам Мунхэ прибыл в эти края для несения караульной повинности на границе, и первоначально с семьёй жил в местности Нурта.
Дата основания улуса неизвестна.

## История
Один из сыновей Мунхэ по имени Уяа стал жить на месте современного Бортоя, у него было пять сыновей: Рампил, Могтоо, Намхан, Багшахан и Ошор, они и стали предками хурхудов Бортоя.
В 1930 году крестьяне улуса объединились в колхоз им. Калинина. В 1955 году, после объединения с колхозом имени Ербанова, образовался новый колхоз «Родина».
В 1968 году бортойцы объединились с мылинским колхозом и образовался совхоз «Баянгольский». В 1972 году совхоз был переименован в совхоз имени 50—летия СССР. В 1990-е годы совхоз распался на несколько крестьянских хозяйств.
До 1993 года улус Бортой входил в состав Цаган-Моринского сельского совета. В том же году образована самостоятельная Бортойская сомонная администрация.
В 2006 году местная сомонная администрация преобразована в муниципальное образование сельское поселение «Бортойское».

## Население
| 2002 | 2010 | 2012 | 2013 | 2014 | 2015 | 2016 |
| ---- | ---- | ---- | ---- | ---- | ---- | ---- |
| 290  | ↗296 | ↘279 | ↘268 | ↗278 | ↘274 | ↗276 |
| 2017 | 2018 | 2019 | 2020 | 2021 | 2023 | 2024 |
| ↘274 | ↘262 | ↗263 | ↘248 | ↘220 | ↗234 | ↘228 |

Национальный состав
Население полностью бурятское.

## Инфраструктура
В настоящее время в улусе насчитывается 75 дворов. Действуют три ТОСа.
Главным работодателем в улусе являются средняя общеобразовательная школа и детский сад «Нарахан».
Первая школа в Бортое была построена в 1944 году. До этого ученикам приходилось ходить в школу соседнего улуса Мыла.
В 1965 году для школы было построено новое здание, а в 1998 году методом народной стройки, спортивный зал.
В 1970-х годах в Бортое были построены Дом культуры и сельская библиотека, книжный фонд которой в настоящее время составляет около 5 тысяч экземпляров.
В 2011 году, после небольшого пожара, была проведена реконструкция Дома культуры. Сейчас там, кроме культурных и официальных мероприятий, жители улуса проводят свадьбы и юбилеи.
В улусе также работают фельдшерско-акушерский пункт и магазин.

## Экономика
Основная часть населения Бортоя занята в сельском хозяйстве на личном подворье. Рядом с улусом расположены 7 фермерских хозяйств.
Площадь сельскохозяйственных угодий составляет 1442 гектар, из них пастбища и сенокосы — 1142 гектар.

## Дуган
В 1920-х годах в Бортое был построен буддийский храм — дуган. Первым его настоятелем стал лама Цэдэн Базаров, родом из Аги. Базаров был хорошо образованным человеком, знал монгольский и китайский языки. После учёбы в Тибете получил звание «мааранба». В те годы Бортойский дуган был одним из крупнейших в Закаменском районе.
В дни больших буддистских хуралов в молебне в Бортойском дугане принимали участие около 100 лам и хубараков, большое количество верующих из соседних улусов. В дугане по инициативе мааранбы Цэдэна Базарова шла учёба будущих лам - «хубараков». Проводил среди населения и просветительскую работу.
Мааранба хорошо знал тибетскую медицину и лечил своих прихожан, для этого широко использовал лекарственные травы, китайские, индийские, тибетские средства.
В 1930-х годах дуган был полностью разрушен, лама Базаров был репрессирован.
В 1992 году жители улуса начали строительство нового дугана, которое было завершено через три года. 8 июля 1995 года новый дуган был освящён буддийскими ламами.
В Бортое возведены также две буддийские ступы — субурганы.
В 2010-х годах деревянное здание было разобрано и перенесено на новое место, к западной окраине улуса Бортой, где ранее был возведён второй субурган.

## АршанУлхансаг
Бортой так же известен своим целебным источником Улхансаг, расположенным в 3 км от улуса, в местности Сур-Дур. Эта местность считается священной с давних пор. Здесь постоянно жили буддистские ламы, которые ежедневно молились и благодарили небо за ниспосланную щедрость в пользу людей, страдающих различными недугами.
Хотя анализы из источников не проводились и неизвестно об их полезных свойствах, сам аршан пользуется большой популярностью не только у жителей близлежащих сёл, но и у жителей всего района. Приезжают отдохнуть в Улхансаг и из других районов и города Улан-Удэ.
Источник в Улхансаг помогают при болезнях суставов, почек, желудочно-кишечного тракта, бесплодии.
С 2011 года неподалёку от старых летних домиков на частные средства ведётся строительство новых домов, более удобных для проживания (см. фото). На лето 2015 года в Улхансаг таким образом построено 7 домов.

## Природные ресурсы
Территория улуса Бортой находится в горно-таёжной местности, в зоне рискованного земледелия.

### Флора
Растительный мир вокруг Бортоя очень богат. Здесь растут лиственница, берёза, кедр, ель, брусника, голубика, земляника, чёрная смородина, черника, кислица, грибы- маслята, груздь, подберёзовик, рыжик, шиповник, черёмухи и т. д.
В лугах растут разнообразные виды трав и цветов.

### Фауна
Тайга вокруг улуса полна разнообразными представителями животного мира. Здесь обитают косули, белки, зайцы, кабаны, изюбри, кабарга, рыси, соболи, сурки, тарбаганы.
Мир хищников представлен медведями, лисами и волками. Из птиц здесь обитают журавли, коршуны, орлы, глухари, рябчики, куропатки и др.

## Известные люди
- Бадмаев, Владимир Михайлович — отличник народного образования Российской Федерации, заслуженный учитель Российской Федерации, кандидат педагогических наук, с 1992 по 2011 годы — начальник районного управления образования[19]
- Дамбаев, Сергей Владимирович — кандидат сельскохозяйственных наук.
- Соктоев, Пётр Дареевич — заслуженный инженер Бурятской АССР, заслуженный работник агропромышленного комплекса Российской Федерации, кандидат сельскохозяйственных наук.
- Хажитов, Содном Дариевич — Заслуженный артист России, народный артист Республики Бурятия, артист Бурятского государственного академического драматического театра им. Хоца Намсараева[20].

## Сотовые операторы
- Tele2
- МегаФон
- МТС